# The Chehade Brothers

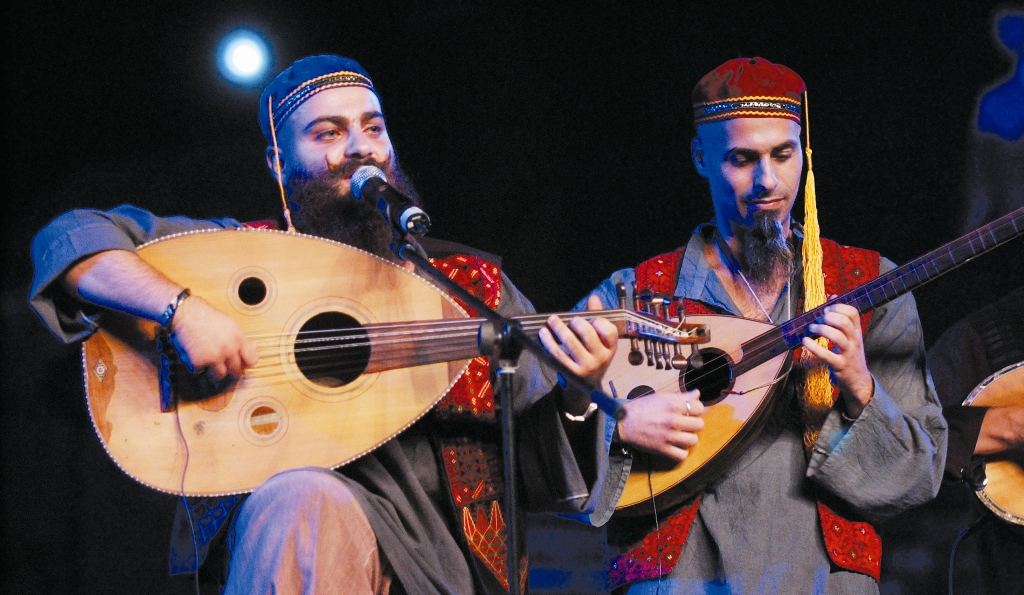
Rami (links) und Farid Chehade

The Chehade Brothers ist ein Ensemble der arabischen Musik bestehend aus den palästinensischen Brüdern Farid und Rami Chehade, die als Multiinstrumentalisten und Sänger auftreten.
Rami (geb. 1976) und Farid (geb. 1975) wurden in der Altstadt von Jerusalem als Kinder einer den Künsten sehr zugewandten Familie geboren. So kamen die Brüder auch früh mit verschiedenen Künsten in Kontakt und erlernten alsbald die hohe Kunst der klassischen arabischen Musikstile Ghazal, Hidscha'a, Taqsim und Zadschal.
Die Brüder entwickelten sich zu Virtuosen und spielen gemeinsam mehrere arabische Instrumente wie Buzuq, Chabbabeh, Kamantsche, Kanun, Katem (Rahmentrommel), Nay, Oud, Riq und Tabla.

## Werk
Bis in die späten 1990er Jahre spielten Farid und Rami Chehade zahlreiche Konzerten in arabischen Ländern und repräsentierten die Musik des Nahen Ostens in einigen internationalen Musikfestivals. Das regional mittlerweile sehr populäre Duo wurde dann von dem bekannten Künstler und Produzenten Michel Elefteriades „entdeckt“ und wird seitdem von ihm produziert.

## Diskografie

### Alben
- 2004: A Bridge Over The Mediterranean

### Singles (Auswahl)
- 2020: Halalalalaya
- 2021: Fog Elna Khel W Qaddouka Al-Mayyas
- 2023: قدود (mit Marwan Khoury)

## Auszeichnungen
- 2005: BBC Radio 3 World Music Awards (nominiert)
- 2005: BBC Radio 3 Audience Awards (nominiert)